# Armée populaire vietnamienne
Pour les articles homonymes, voir Armée populaire.
Vous pouvez aider à l'améliorer ou bien discuter des problèmes sur sa page de discussion.
- Il ne cite pas suffisamment ses sources. Vous pouvez indiquer les passages à sourcer avec {{référence nécessaire}} ou {{Référence souhaitée}}, et inclure les références utiles en les liant aux notes de bas de page. (Marqué depuis mars 2012)
- Il n’est pas rédigé dans un style encyclopédique. (Marqué depuis décembre 2012)

- Archive Wikiwix
- Bing
- Cairn
- DuckDuckGo
- E. Universalis
- Gallica
- Google
- G. Books
- G. News
- G. Scholar
- Persée
- Qwant
- (zh) Baidu
- (ru) Yandex
- (wd) trouver des œuvres sur Wikidata

L’Armée populaire vietnamienne (abrégé en APVN ; en vietnamien : Quân đội Nhân dân Việt Nam), est le nom de l'armée de la république socialiste du Viêt Nam.
Initialement force armée du Việt Minh, elle devint celle de la république démocratique du Viêt Nam qui opérait au Viêt Nam du Nord. Elle fut créée par le Général Võ Nguyên Giáp et ses compagnons Lê Đức Thọ et Phạm Văn Đồng dans le cadre des guerres d'indépendance du Viêt Nam (1945-1975), à la suite de la révolution d'Août, de la montée du front Việt Minh et de l'établissement de la république démocratique du Viêt Nam. La paix venue, elle devient une structure d’encadrement du développement économique dans sa première phase pour un développement social. L'Armée populaire vietnamienne est l'institution la plus ancienne, la plus structurée et la plus stable dans les bouleversements de 30 ans de guerre, dans un « État-garnison » qui commence à se démobiliser dans la vie civile. La piste Hô Chi Minh militaire, devenue autoroute Hô Chi Minh, est représentative de cette évolution, de la guerre à la paix.
L'APVN est une composante des forces armées populaires du Viêt Nam et comprend : les forces terrestres, y compris les Forces arrières stratégiques, la Marine, l'Armée de l' Air, les forces de défense des frontières et de les garde-côtes.
Le drapeau de l'APVN reprend celui du Viêt Nam, avec la devise « Quyết thắng » (détermination de gagner) ajoutés en jaune en haut à gauche.

## Historique et conflits
L'histoire militaire de l'armée vietnamienne a commencé au IIIe millénaire av. J.-C. avec l'histoire des peuples vietnamiens qui habitaient sur le territoire du Viêt Nam d'aujourd'hui.
L' Armée populaire vietnamienne est issue directement de la Brigade d'Armée créée le 22 décembre 1944, sur une directive de Hô Chi Minh, en vue d’une guerre insurrectionnelle contre le régime colonial français en Indochine.
Les guerres de la dynastie Trần (1225–1400) ont joué un rôle important dans la formation de l'identité vietnamienne qui a remporté une belle victoire sur les Mongols, l'une des rares comme celle contre le Japon. En Asie du Sud-Est, les empires vietnamiens ont conquis les voisins du sud et de l'ouest.
Beaucoup de dynasties vietnamiennes ont obtenu des victoires décisives sur de nombreuses dynasties chinoises telles que les Song, Ming, Qing. L'empereur Quang Trung a anéanti les armées chinoises puis la dynastie Tây Sơn a été remplacée par la dynastie Nguyen.
Le Viêt Nam est connu pour avoir vaincu des envahisseurs, qui sur le papier, étaient plus forts que lui.
L'histoire militaire de l'armée populaire du Viet Nam a commencé quand l'Indochine française a été envahie par le Japon qui a rapidement vaincu la résistance française. Depuis lors, le Viêt Nam a été victorieux dans de nombreux conflits en Indochine, contre le Japon, la France et les États-Unis. Võ Nguyên Giáp est connu comme l'un des plus grands généraux vietnamiens du 20e siècle.
Cette Brigade a été la première force régulière de la révolution d'Août qui a mené à la déclaration d’indépendance du Viêt Nam le 2 septembre 1945 à Hanoi, sur la Place Ba Dinh.
Le Viêt Nam moderne est la puissance militaire régionale de l'Asie du Sud-Est. Au départ, c’était une bande de « sans défense » composée de nombreux montagnards de la haute région du Viêt Bac, à la frontière du Yunnan avec le soutien du Détachement 101 de l’OSS à travers l’état major des forces alliées de Kunming, durant la Seconde Guerre mondiale. Elle était encouragée et équipée de quelques armes légères pour s’opposer à l’occupant japonais en Indochine à travers des actions de harcèlements des postes isolés, de renseignements et de sauvetage des pilotes. Ces actions ont été organisées par le PCI (Parti communiste indochinois) qui était la seule organisation effective et efficace en Indochine, alors que l’administration et l’armée française étaient plutôt collaborationnistes, aux ordres de Vichy par l’intermédiaire du gouverneur général, l’amiral Jean Decoux. Ces actions étaient sporadiques et plutôt symboliques contre le puissant occupant japonais.
Cette Brigade de propagande armée a configuré plus tard toute l’Armée populaire vietnamienne dans la lutte armée, l’organisation économique, politique et sociale dans la mobilisation des esprits, des ressources humaines et des ressources matérielles.
Après la déclaration d’indépendance à Hanoï, sur la place Ba Dinh, le 2 septembre 1945, le ministère de la Défense du premier gouvernement de la république démocratique du Viêt Nam a été confié à un non-communiste, comme le PCI (Parti communiste indochinois) a été sabordé par son fondateur même au profit de la Ligue pour l’indépendance du Viêt Nam Viet Minh et Vo Nguyen Giap a été nommé ministre de l’Intérieur où il a fait une purge sanglante.
Au retour des Français à Saïgon, dans les bagages de la division indienne du général Gracey, les forces vietnamiennes se composaient d’environ 1 000 hommes et femmes dans 13 compagnies d’infanterie réfugiées en hautes régions chez les montagnards, d’accès difficiles. Ces forces étaient multi-ethniques et multi-confessionnelles, pas entièrement communistes, mais de tendances communistes, comme toute la ligue Viet Minh.

### Développement
Par son acte de naissance et son mythe d’origine, l’armée populaire a été une armée de partisans, décrite par le général Võ Nguyên Giáp. Cette armée de partisans est une réunion de différentes unités combattantes pour réaliser un but politique, suivant la prescription de Hô Chi Minh à l’effet que la politique soit plus importante que les affaires militaires. Alors, le commandement de chaque unité combattante est dual : le commissaire politique et le commandant militaire, tout comme l’instruction politique en parallèle avec l’entrainement militaire.
Ainsi, l’Armée populaire est organisée en une hiérarchie de niveaux, du local au national, en passant par le régional. À la base est la milice locale d’autodéfense (Tu Vê) du paysan permanent et combattant occasionnel. Les meilleurs sont sélectionnés pour une "école de cadres" et suivent une formation militaire et politique approfondie. Au niveau régional suivant étaient les troupes régionales constituées des meilleurs éléments locaux avec du matériel plus élaboré, capables d’opérer dans toute une région de plusieurs districts. Au niveau suivant étaient les forces principales (Chu Luc) des divisions lourdes articulées en régiments constitués des troupes régionales.
Ainsi et de proche en proche, les divisions lourdes étaient introduites dans les districts où elles avaient à opérer par les forces régionales et pilotées par elles qui se trouvaient chez elles, sur son terrain. Dès lors et jusqu’à n’importe quel village, chaque combattant, de n’importe quel échelon, se retrouve chez lui, introduit et piloté par les forces régionales et ensuite la milice locale.
Durant les 8 années de la première guerre d’Indochine, c’était une force militaire, de 60 000 à 300 000 hommes en 1954, dont 1/3 de divisions lourdes régulières. La majorité de 2/3 était des forces régionales et locales. Les forces principales (Chu Luc) était formées de 30 bataillons d’infanterie de 600 troupiers (Bộ đội) chaque et de 8 bataillons spécialisés d’artillerie ou de génie.
Les combats étaient menés principalement par les troupes locales et régionales qui se trouvaient chez elles et les forces principales entraient en scène seulement pour des batailles d’importance stratégique, comme celles des routes coloniales de Cao Bang et Lang Son en 1950, la tentative de capturer Hanoï en 1951 avec la Division 308 commandée par le général Vuong Thua Vu et constituée de recrues de Hanoï même et la bataille de Điện Biên Phủ.
En 1954, à la fin de la première guerre d’Indochine l’Armée populaire vietnamienne (APVN) était encore une armée de partisans et des dispositifs étaient mis en place pour la réorganiser en une armée régulière avec différents services et différentes branches et des collèges militaires.

### Maturation
Avec la division en deux zones de regroupement militaire à la suite des accords de Genève, l’APVN s’est scindée en deux et les forces locales et régionales du Sud sont entrées dans la clandestinité, en prévision d’une prochaine guerre de réunification, à la suite des sabotages de ces accords de Genève qui ont prévu une élection référendaire pour la réunification des deux zones. Les futurs combattants du FNL étaient les héritiers de ces forces locales et régionales du Sud qui ont combattu sans le soutien des forces principales lourdes, à l’exception de l’offensive finale sur Saïgon. De fait, les combattants du Front national de libération du Sud Viêt Nam (FNL, ou Viêt Cong) au Sud reprenaient le schéma organisateur de l’APVN de 1945-1954, en forces locales d’autodéfense et forces régionales avec une souplesse tactique dans les contraintes du terrain et des ressources matérielles rares acheminées par la piste Hô Chi Minh.
Une directive au 12e plenum du Comité central de mars 1957 a établi un service militaire et en 1965, l’APVN comprenait 400 000 membres portée à 650 000 en 1975 pendant la durée de la deuxième guerre d’Indochine de réunification ou guerre du Viêt Nam dans le vocabulaire approximatif. Après la troisième guerre d’Indochine, l’effectif a été porté à environ 1,1 million dans les forces régulières et 1,8 million dans les forces paramilitaires, pour des détails quantitatifs peut-être significatifs, mais peu signifiants, dans l’ignorance de ce que pouvaient faire ces troupiers et leurs comportements.
Des exilés de 1954, du Sud vers le Nord, ont été demandés de retourner au Sud[pas clair] pour encadrer les combattants du FNL et ce flux allait croissant de 1965 à 1975, en même temps que l’augmentation de l’approvisionnement matériel fourni par l’Union soviétique et la Chine à travers la piste Hô Chi Minh.
Au Nord, l’APVN devait apprendre à faire une nouvelle guerre technologique avec les bombardements aériens et avec beaucoup d’économie de moyens et en se dispersant pour éviter d’offrir à l’adversaire des cibles. Au Sud, l’APVN devait apprendre à faire une nouvelle guerre en face de la mobilité aérienne de très nombreux hélicoptères. Il restait la guerre des pièges et chausse-trappes très démoralisante pour l'adversaire et la guerre souterraine des tunnels et des caches. Puisque la rivalité technologique était impossible pour l’APVN, il restait la rivalité physique de l’endurance et la rivalité psychique de la détermination, du devoir et du vouloir ainsi que du savoir de se battre dans une guerre psychologique. En cela, l’APVN n’a pas quitté sa source dans la brigade de propagande armée.
Après 1975, les combattants survivants du FNL ont été démobilisés et l’APVN s’est reconvertie en force de paix dans les années 1980, après la brève troisième guerre d’Indochine. Dans la reconstruction du Viêt Nam, les troupiers (Bộ đội) ont apporté la même détermination, la même méticulosité et la même rigueur du paysan vietnamien que celles dans les combats d’indépendance et de réunification.[non neutre]
La puissance combative manifestée par l’APVN dans les guerres de résistance contre des envahisseurs a pris sa source profonde dans la culture vietnamienne du paysan vietnamien des rizières soudé à sa terre. La source circonstancielle a été la conscience de l’unanimité pour l’indépendance et l’unité, un idéal commun. En vietnamien, « camarade » se dit « Dong Chi », littéralement même (Dong) esprit (Chi, comme anima latin : cœur, âme, courage) qui peut être entendu comme « même chance », « même fortune » ou « même destinée ». L’important est la communalité. À la source de l’APVN, la Brigade de Propagande Armée avait la mission première mission de bâtir cette communalité.[non neutre]
Les Français et ensuite les Américains ont tenté et échoué de soulever les montagnards contre les Vietnamiens des plaines[non neutre]. Avec cette communalité, l’APVN a pris naissance chez les montagnards du Viêt Bac et les principales batailles ont eu lieu en hautes régions. Sans la participation active des montagnards, la piste Hô Chi Minh, qui alimentait le Sud et qui passait entièrement sur leur territoire, n’aurait jamais pu exister. Cette communalité liait les groupes ethniques et sociaux. Elle liait le peuple à son armée. Les troupiers aux cadres, de la bravoure à la sagesse dans les combats, du dynamisme créateur à l’usage des techniques nouvelles sur le champ de bataille, de l’ancienne tradition martiale vietnamienne à l’équipement nouveau disponible.[non neutre]

### Reconnaissance des dettes et assistance
Au cours des guerres d’indépendance et de réunification, des millions de troupiers et de cadres ont perdu leur vie et leur jeunesse.
Après la réunification, des équipes spéciales ont franchi des montagnes et traversé des rivières au Cambodge, au Laos et au Viêt Nam dans la recherche, la récupération des restes de leurs camarades et le retour au village pour participer au deuil et au culte des ancêtres, des héros et héroïnes.
Comme armée du peuple, pour le peuple, dans la paix, l’APVN s’est engagée dans des activités productives de reconstruction pour développer l’économie nationale qui est maintenant l’objectif stratégique dans l’agriculture, la foresterie, l’industrie, la pêcherie, la télécommunication et le transport, comme le passage de la piste Hô Chi Minh militaire à l'autoroute Hô Chi Minh civile, le génie militaire devenant le génie civil, avec des centrales électriques et des lignes de transport à travers tout le Viêt Nam. Les unités de l’AVN, en participant au développement socio-économique, sont restées fidèles au mythe d’origine de la brigade de propagande armée de formation d’une conscience nationale, de formation technique et d’éducation populaire dans des conditions les plus difficiles et dans des endroits les moins accessibles. Toutes les composantes de l’APVN se sont reconverties dans des activités productives avec la même ardeur et la même détermination, dans la paix comme à la guerre.

## Organisation

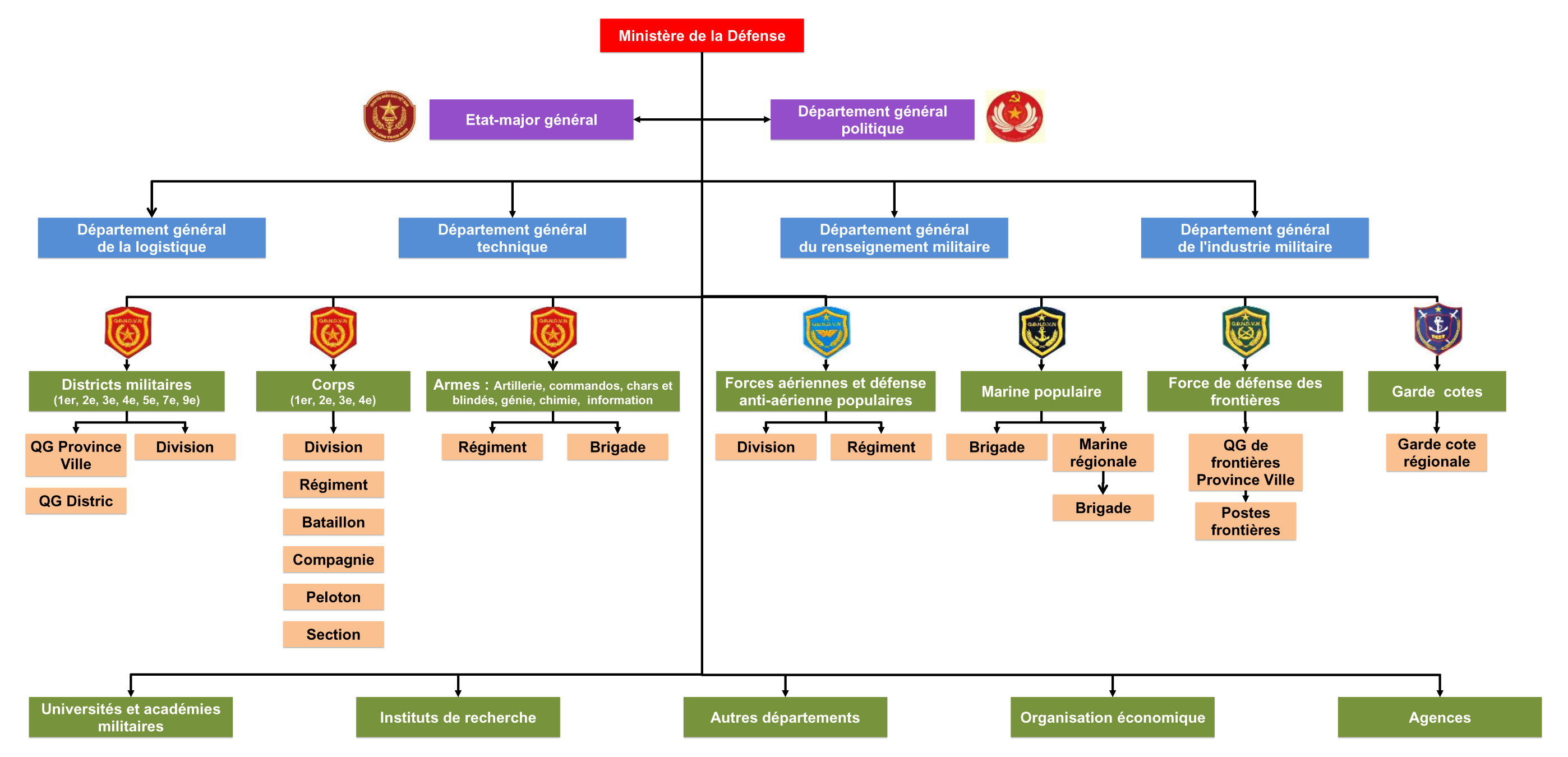
Structure de l'armée populaire vietnamienne en 2016.

### Composantes
L'armée populaire vietnamienne est décomposée ainsi :
- Forces terrestres populaires du Vietnam (Lục quân Nhân dân Việt Nam)
- Marine populaire du vietnam (Hải quân Nhân dân Việt Nam)
- Forces aériennes populaires du Vietnam (Không quân Nhân dân Việt Nam)
- Force de défense des frontières du Vietnam  (Biên phòng Việt Nam)
- Gardes côtes du Vietnam (Cảnh sát biển Việt Nam)

L'armée populaire vietnamienne est une « force armée triple » comprenant une force principale, les forces locales et celles des frontières. Comme la majorité des forces armées du monde elle est constituée d'une force permanente ou régulière et de réservistes. Lors des périodes de paix, les forces régulières sont réduites en nombre et maintiennent leur combativité par des entraînements physiques et au tir et par l'entretien des matériels.

### Les forces principales

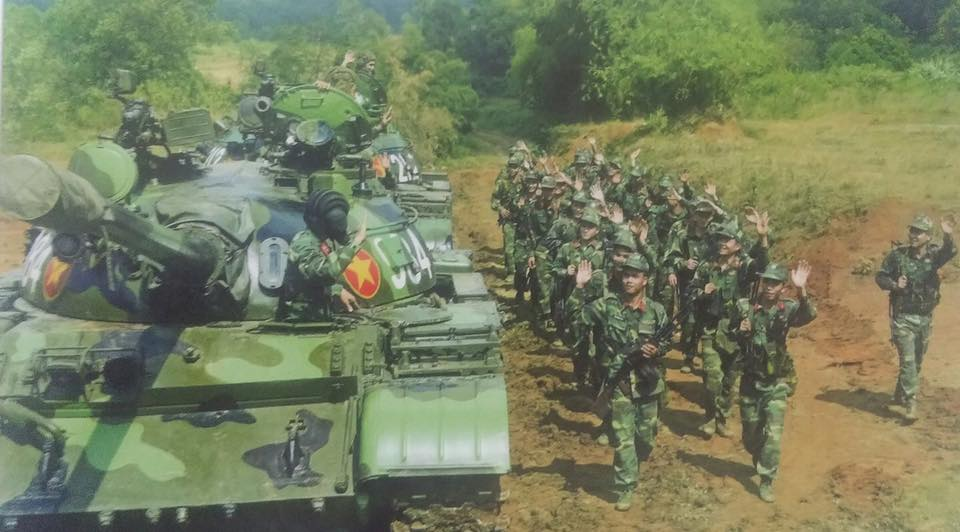
T-55 et fantassins vietnamiens en 2017.

Elles sont de composition classique avec ses trois services d’administration, de logistique et de renseignement. Dans le développement socio-économique, ces forces principales sont devenues la masse de manœuvre, aidant les autres composantes, comme les divisions lourdes dans les batailles stratégiques.
Elles sont équipées [Quand ?] de plus de 1 300 chars d'assaut d'origine soviétique incluant des T-54/55 et T-62. Elles disposent de nombreux blindés de tout type essentiellement ex-soviétiques, 2 300 pièces d'artilleries et 710 lance-roquettes multiples.

### La marine
Pratiquement inexistante pendant la période des guerres, la marine fluviale et côtière est principalement l’armature organisationnelle et technique des pêcheries, tout en défendant les eaux territoriales, les îles, îlots et îlets contestées et les zones de pêche vietnamiennes, dans la concurrence pour des ressources marines devenues rares dans le cadre du conflit en mer de Chine méridionale.
Dans le cadre de la constitution d'une force sous-marine, le personnel de celle-ci est formé en Inde.
Sa flotte actuelle comprend (en phase de modernisation) en 2014 :
- 21 patrouilleurs lance-missiles (dont 8 de classe Osa, 6 de classe Svetlyak et 5 de classe Turya)
- 8 dragueurs de mines (4 de classe Sonya, 2 de classe Yurka, 2 de classe Yevgenya)
- 6 frégates (6 Petya de l'ex-sovietique), 1 Gepard (classe Dinh Tien Hoang). Un autre en cours de livraison
- 9 corvettes (classe Tarentul et Sigma)
- 2 sous-marins nord-coréens,
- 6 sous-marins classe Kilo russe (sous-classe modernisée Varshavyanka) commandés en 2009, 1er livré à Cam Ranh le 2 janvier 2014[10], les deux derniers le 28 février 2017.
- 6 navires de débarquement amphibie ;
- divers: des systèmes de missile anti-navire comme Bastion, Styx, P-5 Pityorka, Kh-35

### La force aérienne
Peu utilisée pendant la période des guerres, à l’exception de la défense anti-aérienne autour de Hanoî et Haïphong et des nœuds routiers le long de la Piste Hô Chi Minh, la force aérienne est devenue une aviation légère de brousse pour le réseau intérieur.
Comprenant actuellement 30 000 personnes, elle dispose de[Quand ?] :
- 150 à 200 MiG-21
- 36 MiG-23
- 50 Su-22 - L'essentiel de la flotte de 3 types d'avions précités n'est pas opérationnelle -
- 12 Su-27 (dont 5 biplaces de conversion opérationnelle)
- 12 Su-30 (12 autres commandé en 2010)[11]
- ~ 60 hélicoptères dont la moitié sont armés (Mi-24, Mi-2)

Elle dispose entre autres de plus de 1 000 pièces d'artillerie antiaérienne et de récentes batteries de missile sol-air S-300 russe.

### Les forces locales
Elles sont l’emblème et le symbole de l’APVN et demeurent la force principale et la plus effective sur le terrain. Dans la paix comme à la guerre, les forces locales sont au premier rang de la ligne de front. Ces forces locales sont l’essence et le fondement du Viêt Nam, bâti par une longue marche d’un front de villages, du delta du Fleuve Rouge au delta du Mékong.
« L’histoire vietnamienne a donc coulé sur l’Indochine à la manière d’une inondation, emportant les autres peuples, partout où ceux-ci occupaient un sol bas, en rizière ou que l’on pût mettre en rizière ».
Durant la troisième guerre d'Indochine, la petite et courte invasion chinoise a été repoussée par la seule milice des forces locales d'autodéfense Tu Vê qui se trouvait chez elles, dans ses montagnes.

## Budget
Budget annuel du ministère de la Défense (période 2005-2008)
| Année                    | 2005    | 2006    | 2007      | 2008      |
| PNB du Viêt Nam          | 839 211 | 973 791 | 1 143 442 | 1 490 000 |
| Budget du Ministère      | 16 278  | 20 577  | 28 922    | 27 024    |
| % du PNB                 | 1,872 % | 2,194 % | 2,529 %   | 1,813 %   |
| Unité : milliard de Dong |         |         |           |           |

En 2012, face à la montée de la puissance militaire chinoise, son budget de la défense a augmenté de 35 %, pour dépasser les 3 milliards de dollars.